# Захват Ормуза (1507)
Захва́т Орму́за произвёл португалец Афонсу д’Албукерки в 1507 год, чтоб основать на острове форт. Это завоевание дало португальцам полный контроль над торговлей между Индией и Европой, проходящей через Персидский залив и послужило началом Португало-персидской войне.

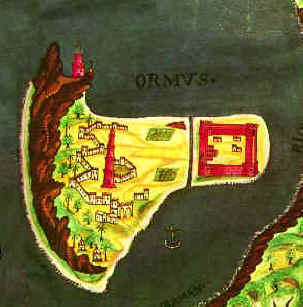
Португальская карта Ормуза, XVII век

Захват Ормуза стал результатом плана короля Португалии Мануэля I, который в 1505 решил расстроить мусульманскую торговлю в Индийском океане захватом Адена, чтобы блокировать торговлю через Александрию; Ормуза — для блокировки торговли через Бейрут и Малакку — для контроля за торговлей с Китаем. Флот под предводительством Тристана да Кунья был послан для захвата мусульманского форта на Сокотре с целью контроля над входом в Красное море; это произошло в 1507. Основная часть флота затем отплыла в Индию; у Альбукерке осталась пара кораблей.
Альбукерке не повиновался приказам и отправился захватывать остров Ормуз. Он получил подтверждения покорности местного короля королю Португалии и разрешение на строительство форта, используя местную рабочую силу. Он начал строить форт 27 октября 1507 и первоначально планировал разместить там гарнизон, но не смог это сделать из-за местного сопротивления и дезертирства нескольких его португальских капитанов в Индию.
Во время строительных работ возник мятеж — эпизод неповиновения, приведший к уплытию 3 португальских капитанов в Индию. Они при поддержке суверена Ормуза боролись против отрядов Альбукерке в начала января 1508. После нескольких дней битвы Альбукерке вынужден был убраться из города, оставив недостроенный форт. Он уплыл в апреле 1508 на 2 оставшихся кораблях. Он вернулся на Сокотру, где голодал португальский гарнизон. Оставался в Аденском заливе для налетов на мусульманские корабли; напал и сжег город Калат. Он снова вернулся в Ормуз, после чего отправился в Индию на захваченном купеческом судне.
В марте 1515 Альбукерке вернулся в Ормуз в сопровождении флота из 27 кораблей, на которых было не менее полутора тысяч солдат, намереваясь захватить его снова. Он занял позицию в Ормузской крепости.
В 1622 англо-персидские силы соединились, чтоб завладеть островом Ормуз, таким образом открывая торговлю Персии с Англией. «Захват Ормуза англо-персидским отрядом в 1622 полностью изменил баланс сил и торговлю».